# Podalgus cuniculus
Podalgus cuniculus är en skalbaggsart som beskrevs av Hermann Burmeister 1847. Podalgus cuniculus ingår i släktet Podalgus och familjen Dynastidae.

## Underarter
Arten delas in i följande underarter:
- P. c. infantulus
- P. c. arabicus
- P. c. reichei
- P. c. indicus